# Phonicocleptes langei
Phonicocleptes langei är en tvåvingeart som beskrevs av Carrera 1947. Phonicocleptes langei ingår i släktet Phonicocleptes och familjen rovflugor. Inga underarter finns listade i Catalogue of Life.